# Нововасилевка (Еланецкий район)
Нововасилевка (укр. Нововасилівка) — село в Еланецком районе Николаевской области Украины.
Основано в 1861 году. Население по переписи 2001 года составляло 484 человек. Почтовый индекс — 55520. Телефонный код — 5159. Занимает площадь 1,31 км².

## Местный совет
55520, Николаевская обл., Еланецкий р-н, с. Нововасилевка, ул. Торговая, 40